# Đồng nhất thức ma trận Woodbury
Trong toán học (đặc biệt là đại số tuyến tính), Đồng nhất thức ma trận Woodbury (tiếng Anh: Woodbury matrix identity) khẳng định rằng nghịch đảo của một ma trận bậc-k bất kì có thể giúp tính nghịch đảo của ma trận gốc (bậc cao hơn). Các tên gọi khác của nó là bổ đề nghịch đảo ma trận (tiếng Anh: matrix inversion lemma), công thức Sherman-Morrison-Woodbury, hay chỉ công thức Woodbury.
Công thức toán của nó
{\displaystyle \left(A+UCV\right)^{-1}=A^{-1}-A^{-1}U\left(C^{-1}+VA^{-1}U\right)^{-1}VA^{-1},}
với A, U, C và V đại diện cho các ma trận có kích thước tương ứng. Cụ thể, A là n-x-n, U là n-x-k, C là k-x-k và V là k-x-n.
Trường hợp đặc biệt, C là ma trận đơn vị 1-x-1,  công thức rút gọn gọi là công thức Sherman-Morrison.

## Ứng dụng
Đồng nhất thức này rất hữu ích cho một việc tính toán ma trận khi mà A−1 đã biết và ta muốn tính (A + UCV)−1. Khi đã có nghịch đảo của ma trận A, ta chỉ còn tính nghịch đảo của ma trận C−1+VA−1U. Nếu ma trận C có số chiều nhỏ hơn nhiều so với A, điều này đơn giản hơn nhiều so với tính toán trực tiếp nghịch đảo của A+UCV.
Ứng dụng của nó là trong bộ lọc Kalman (Kalman filter) và phương pháp ước lượng bình phương cực tiểu. Với bộ lọc Kalman, ma trận này có các chiều là của vector của quan sát, nghĩa là bằng 1 nếu chỉ có 1 quan sát (observation) được xử lý tại một thời điểm. Điều này giúp tăng tốc cho việc tính toán thời gian thực của bộ lọc.